# Асинхронное обучение

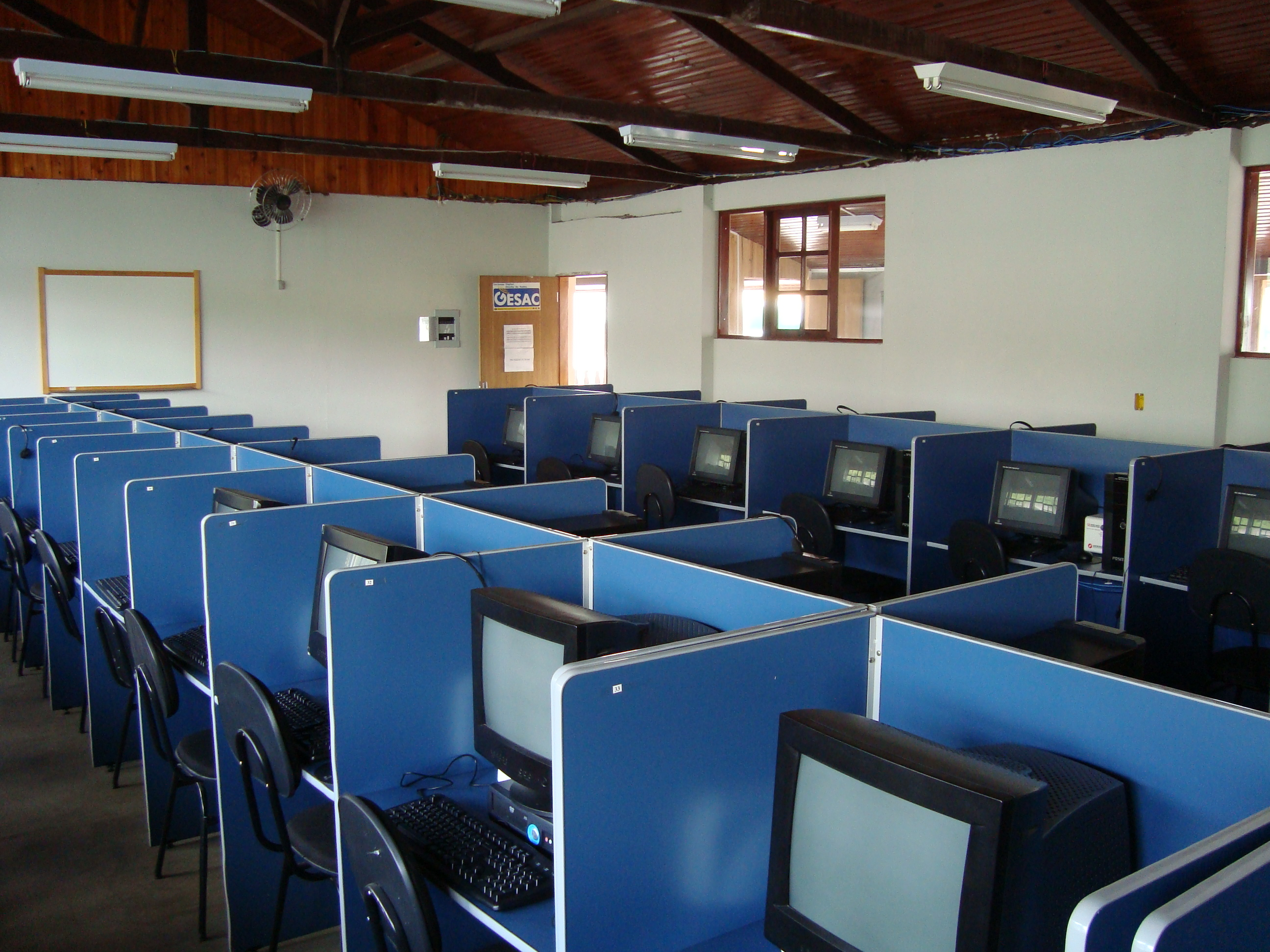
Компьютерный класс в Итамонти, Минас-Жерайс (Бразилия).

Асинхронное обучение — метод обучения, в процессе которого контакт между обучающим и обучаемым осуществляется с задержкой во времени. Интернет-ресурсы, используемые для поддержки асинхронного обучения, включают в себя электронную почту, электронные списки рассылки, электронные курсы (например Intuit, сетевая академия Cisco), CD-ROMы, системы конференц-связи, электронные тесты, системы виртуального тренинга,интернет-форумы, вики, блоги (Хабрахабр), подкасты (PodFM),скринкасты (Skillopedia). Одной из моделей асинхронного обучения является т. н. пиринговое обучение (другие названия: горизонтальное обучение, равно-взаимное обучение, англ. «peer learning», P2P learning). Этот подход сочетает в себе самообучение с асинхронным взаимодействием между студентами и преподавателями. Группа лиц, вовлечённых в асинхронное обучение посредством интернета, называется асинхронной сетью обучения.
Такие системы управления обучением, разработанные для поддержки сетевого взаимодействия, как CampusCruiser LMS, Desire2Learn, Blackboard, WebCT, Moodle, Sakai, позволяют пользователям организовывать дискуссии, публиковать и отвечать на сообщения, загружать и скачивать аудио и видеофайлы. Асинхронные формы обучения иногда дополняются синхронными компонентами, такими, как голосовой чат, телефонный разговор, вебинар, видеоконференция, встреча в виртуальном пространстве. Например, трёхмерный виртуальный мир с элементами социальной сети Second Life позволяет проводить групповые студенческие дискуссии.
В основе асинхронного принципа организации образовательного процесса лежит конструктивистская теория обучения, предоставляющей обучаемому бо́льшую свободу при выборе дисциплин и продолжении образования, при этом возлагая на него бо́льшую ответственность за собственное обучение, чем при синхронной организации образовательного процесса.

## История
Примером асинхронного обучения является заочное, появившееся в начале XIX века в процессе почтовой пересылки учебно-методических материалов. В 1920-е и 30-е годы в дистанционном обучении нашли применение первые аудиозаписи. Первые обучающие фильмы появились и активно транслировались в годы Второй мировой войны.
Интернет как благоприятная среда для асинхронного обучения распространился в западных средних школах и университетах в начале 1980-х годов после значительных инвестиций в разработку информационных технологий и обучающего программного обеспечения. В этот период асинхронные сети обучения начали приобретать форму в связи с распространением и ростом популярности первых персональных компьютеров.
В 1990-е годы в мире появились смешанные университетские программы, сочетающие в себе синхронное и асинхронное интернет-обучение. Сегодня, передовые мультимедийные и интерактивные технологии вносят значительный вклад в развитие асинхронных сетей обучения, сокращая разрыв между создателем контента и его потребителем. Новые инструменты, такие как учебные блоги и вики, создают богатые возможности для дальнейшего развития асинхронного взаимодействия и обучения.

## Современность
Асинхронно построенный учебный процесс предоставляет студентам возможность в рамках государственного образовательного стандарта выбирать дисциплины, их последовательность, и в каждом случае способствует формированию индивидуальной траектории обучения.
Асинхронная схема организации учебного процесса практикуется у студентов старших курсов при изучении таких дисциплин, как математика, информационные технологии, бизнес-администрирование и др.

## Роль обучающего и обучаемого
В интернет-обучении роль инструктора претерпевает значительные изменения. Личностно-ориентированный характер асинхронного обучения в режиме онлайн требует от студентов активного участия в образовательном процессе и большей ответственности за собственное обучение. В дополнение к своим обычным обязанностям учащихся, студенты должны овладеть технологией, используемой при изучении курса, научиться использовать новые способы коммуникации с однокурсниками и преподавателями, укрепить взаимозависимость в рамках сотрудничества со своими сверстниками.

## Преимущества асинхронного обучения
Асинхронная модель обучения является более гибкой, чем синхронная, и при усидчивости и самодисциплине обучаемого предоставляет студенту серьёзные преимущества, наибольшим из которых является свобода доступа к курсу и его учебным материалам в любое удобное время из любой географической точки при условии наличия подключения к Интернету, возможность выбирать дисциплины и последовательность их изучения. Это увеличивает доступность курса обучения для различных групп студентов, включая очников, работающих специалистов, иностранных студентов в зарубежных странах.
Благодаря высокоразвитым информационным технологиям и современному программному обеспечению, асинхронные среды обучения обеспечивают «высокую степень интерактивности» между участниками, которые отделены друг от друга географически и во времени.
Исследования показывают, что время, необходимое на начальном этапе для проектирования асинхронного курса сопоставимо с традиционной синхронной моделью обучения. Однако, большинство асинхронных курсов потенциально способно привлечь гораздо больше студентов, чем традиционные лекционные модели.
Ещё одним преимуществом асинхронного обучения (и, по мере развивается технологии, многих синхронных моделей обучения) является наличие почти полной записи курса. Все материалы, переписка, и взаимодействия могут быть заархивированы в электронном виде. Участники могут в любое время вернуться и пересмотреть учебные материалы, лекции и презентации.
По мнению ряда зарубежных исследователей S.R. Hiltz, Sh. Hrastinski, асинхронный принцип обучения оказывает положительное воздействие на профессионально-личностное формирование обучаемого благодаря его активному взаимодействию с другими субъектами процесса обучения, возможности презентации идей другим студентам и последующего их развития в процессе обсуждения. Экспериментальные исследования S.R. Hiltz в американских учебных заведениях продемонстрировали, что в процессе асинхронного обучения у студентов работавших в онлайн-группах наблюдается более высокий уровень мотивации и соответственно знания дисциплин, чем у работавших индивидуально. Шведский исследователь Sh. Hrastinski пришёл к выводу, что благодаря тому, что в процессе асинхронного взаимодействия у студентов есть больше времени на обдумывание и переработку информации, асинхронное взаимодействие между студентами в процессе электронного обучения лучше развивает когнитивные навыки, чем взаимодействии в условиях синхронного обучения, когда студенту отводится мало времени на обдумывание и надо отвечать быстро.

## Недостатки асинхронного обучения
Асинхронное обучение представляет несколько проблем для преподавателей, учреждений и студентов. Разработки и первоначальная настройка системы асинхронного обучения может оказаться дорогостоящей. Учреждения должны обеспечить сетевую инфраструктуру, включая серверы, аудио и видео оборудование, программное обеспечение и техническую поддержку, необходимую для разработки и поддержания асинхронной среды обучения. Техническая поддержка включает в себя начальное обучение и настройку, управление пользователями, хранение и восстановление данных, а также аппаратный ремонт и обновления. Исследования показывают, что преподаватели не решаются преподавать в асинхронных условиях обучения из-за отсутствия достаточного уровня технической поддержки в их учреждениях.
Для участия в асинхронном обучении, студенты также должны иметь доступ к оснащённым интернетом компьютерам. Хотя персональные компьютеры и интернет-доступ становятся всё более распространённым инструментом получения знаний, это требование всё ещё может быть препятствием для многих студентов и преподавателей. Помимо прочего, студенты также должны иметь навыки работы с компьютером и знание технологий, необходимых для участия в асинхронной программе обучения.

## Применение метода асинхронного обучения
Метод асинхронного дистанционного обучения лежит в основе образовательного процесса первого в мире глобального бесплатного Народного университета, основанного в Калифорнии израильским бизнесменом Шаем Решефом, и массовых открытых онлайн курсов, таких как Coursera, Udacity, edX и Академия Хана